# سانيا لوبيز
سانيا لوبيز هي عارضة وممثلة فلبينية، ولدت في 6 أغسطس 1996 في مالولوس في الفلبين.

## وصلات خارجية
- سانيا لوبيز على موقع IMDb (الإنجليزية)
- سانيا لوبيز على موقع روتن توميتوز (الإنجليزية)
- سانيا لوبيز على موقع قاعدة بيانات الفيلم (الإنجليزية)